# Église Saint-Georges de Chassenard
L'église Saint-Georges est une église catholique située à Chassenard, en France.

## Localisation
L'église est située dans le département français de l'Allier, sur la commune de Chassenard.

## Historique
L'église était en fort mauvais état à la fin du XIXe siècle et l'abside menaçait ruine. Elle est restructurée dans la premier quart du XXe siècle par l'architecte moulinois Michel Mitton, qui change l'orientation de l'église en abattant l'abside et le transept anciens à l'est et en reconstruisant à l'ouest un transept, un chœur et une sacristie et à l'est une façade avec portail, tout en conservant la nef et le clocher roman.

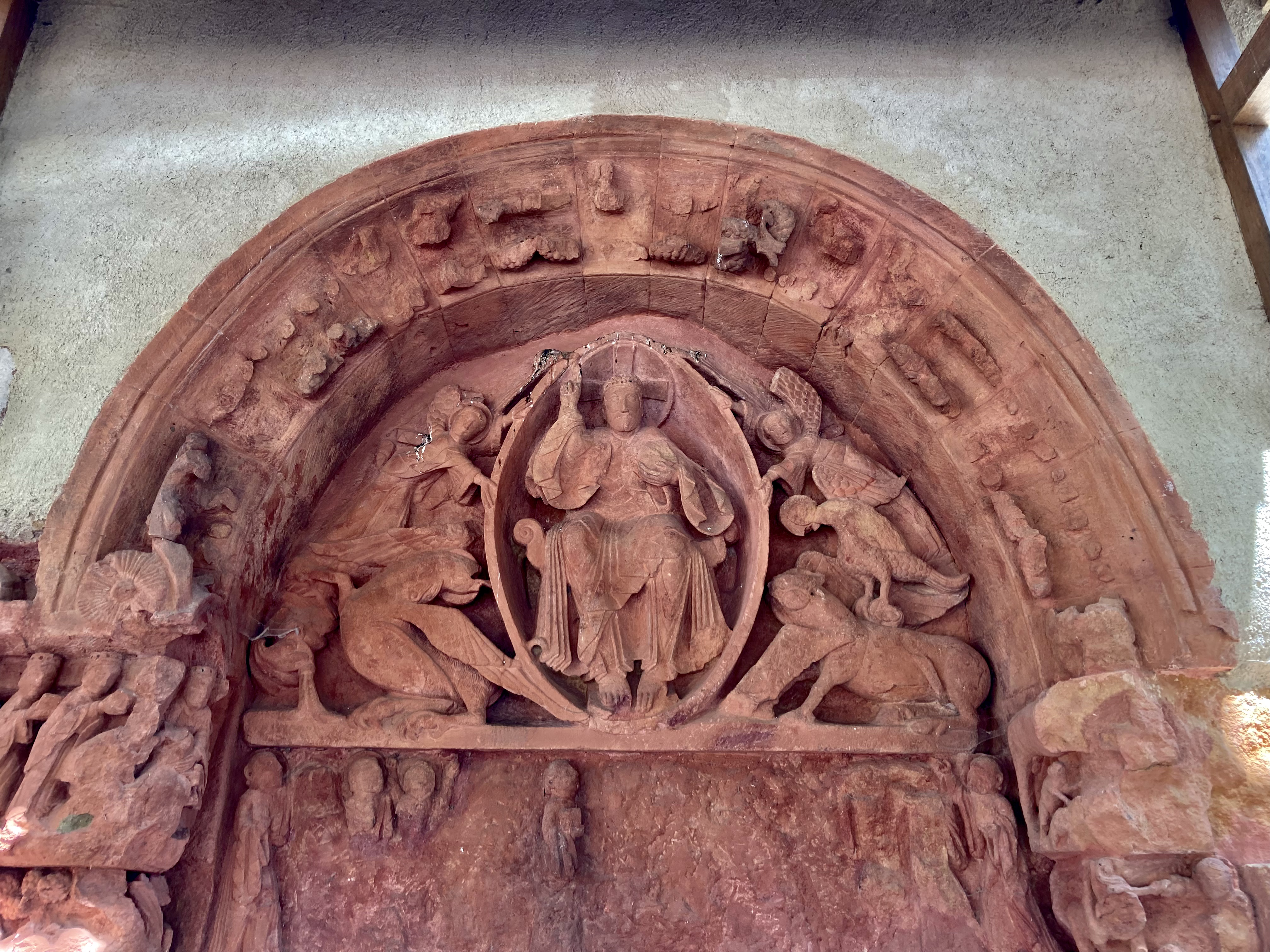
Le tympan.

Les parties romanes de l'église (le portail et la nef) sont classées au titre des monuments historiques (arrêté du 10 décembre 2001). Le reste de l'édifice est inscrit MH (arrêté du 9 avril 2001).